# 랜슬롯 (코드 기아스)
랜슬롯(영어: Lancelot, 일본어: ランスロット)은 선라이즈가 제작한 TV 애니메이션 《코드 기어스 반역의 를르슈》에 등장하는 가공의 병기이다. 파일럿은 쿠루루기 스자쿠이다.
본 문서에서는 신규로 만들어진 랜슬롯 알비온과 그 후계기에 해당하는 랜슬롯 알비온 제로, 새롭게 개발된 랜슬롯 siN, C.C. 전용으로 만들어진 랜슬롯 프론티어에 관해서도 기술한다.

## 같이 보기
- 코드 기어스 반역의 를르슈
- 홍련 (코드 기어스)